# مارتن روجان
مارتن روجان (بالإنجليزية: Martin Rogan)‏ مواليد 1 مايو 1971 في بلفاست، أيرلندا الشمالية، هو ملاكم محترف أيرلندي يصنف ضمن فئة الوزن الثقيل بدأ مسيرته الاحترافية سنة 2004.

## إحصائيات
خاض خلال مسيرته 22 نزالا، فاز في 16 ولم يتعادل وخسر في 6. فاز بالضربة القاضية في 8 نزالا.

## وصلات خارجية
- مارتن روجان على موقع بوكس ريك (الإنجليزية) (registration required)

- الموقع الرسمي